# 馬里亞瑙
馬里亞瑙是古巴首都哈瓦那省的一个区，面積22平方公里，2004年人口137,999，人口密度為每平方公里6,272人。

## 外部連結
- Details of municipality (Spanish)
- Description of Marianao before the 1959 Revolution